# Tigranes I d'Armènia
Tigranes I (en armeni Տիգրան Ա en grec antic Τιγράνης) va ser rei d'Armènia del 159 aC o 149 aC aproximadament fins potser el 123 aC.
De vegades es dona el nom de Tigranes I a Tigranes II d'Armènia el gran. Cap a l'any 159 aC, el seu pare Artàxies I, fundador de la dinastia dels Artàxides d'Armènia, va morir i el va succeir probablement el fill gran Artavasdes I d'Armènia, però alguns historiadors pensen que com que Artàxies va morir vell, la successió va anar directament a Tigranes, un fill més petit, ja que els fills més grans haurien mort. Tigranes al seu torn va tenir un fill de nom Artavasdes que el va succeir. També és possible que la línia fos Artavasdes I > Tigranes I > Artavasdes II > Tigranes II. Artavasdes (II) s'esmenta cap al 123 aC i difícilment podria ser fill d'Artàxies. Tigranes podria haver regnat de vers el 149 al 123 aC, però si no era fill d'Artàxies sinó que ho era d'Artavasdes I, llavors hauria pogut iniciar el regnat cap a l'any 123 aC i hauria governat fins al 95 aC.
Segons Ampeli hauria ajudat als romans en la Tercera Guerra Púnica. A la seva mort el va succeir o bé un fill, Artavasdes II, si va ser el 123 aC, o bé Tigranes II (que seria fill o germà d'Artavasdes II). Segons Cyril Toumanoff i Vahan Kurkjian, hauria regnat del 149 aC al 123 aC, dates que accepta René Grousset que diu que llavors el va succeir Artavasdes II, germà gran i predecessor de Tigranes II. Altres historiadors allarguen el regnat d'Artavasdes I fins al 123 aC i fan regnar a Tigranes I del 123 al 95 aC. Actualment, se suposa que Tigranes I va ser el successor i germà d'Artavasdes I (que va morir sense hereu) i fill d'Artàxies I.
Estrabó diu que Tigranes I va posar una forta resistència contra els parts i va defensar amb èxit Armènia. Segons Moisès de Khorèn, historiador armeni, hi va haver un tirà fill d'Ataràxies i germà d'Artavasdes, que s'ha identificat amb Tigranes I. També diu que l'estàtua de coure d'Hèracles que es trobava al temple de la ciutat d'Armavir va ser traslladada en contra de la seva voluntat al temple d'Ashtishat, que es va convertir en un domini reial.
Després de la seva mort, Tigranes II, que va ser donat com a ostatge als parts per Artavasdes I, va tornar de la seva captivitat a Pàrtia i va assumir el tron. Segons Appià, Tigranes II era el fill de Tigranes I. Aquesta opinió ha estat recolzada per la investigació moderna.